# 帚灯草目
帚灯草目（Restionales）是1981年的克朗奎斯特分类法在单子叶植物纲中分出的一个目，属于鸭跖草亚纲，包含须叶藤科（Flagellariaceae）、拟苇科（Joinvilleaceae）、帚灯草科（Restionaceae）、刺鳞草科（Centrolepidaceae）。1998年根据基因亲缘关系分类的APG分类法将其全部合并到新设立的禾本目。